# Instituto Panameño de Deportes
El Instituto Panameño de Deportes (Pandeportes) es una institución de la República de Panamá encargada promover, orientar,  formar, dirigir y coordinar  las actividades deportivas de la República de Panamá. El Instituto Panameño de Deportes se crea el 2 de junio de 1970 por medio del Decreto N° 144 como Instituto de Cultura y Deportes, pero posteriormente se separa, cultura de deporte en el año 1974. En el año 1995 se organiza oficialmente el Instituto Panameño de Deportes y se fija como la institución dotada de patrimonio propio y autonomía en su autoridad interna.

## Misión
La misión del Instituto Panameño de Deportes es fomentar la recreación y el deporte para mejorar la calidad de vida de la población panameña, donde la buena utilización del tiempo libre, La Salud, La Disciplina, La Diversión, La Cultura Deportiva y los logros deportivos son las que se destacan como premisas fundamentales del Instituto Panameño de Deportes.

## Antecedentes
Los antecedentes del Instituto Panameño de Deportes se remonta al Instituto de Cultura y Deportes, creado el 2 de junio de 1970 por medio del Decreto N° 144. Posteriormente se separa, cultura de deporte en el año 1974 y después en 1995 se organiza oficialmente el Instituto Panameño de Deportes.